# Anselm Peter Schwab
Anselm Peter Schwab OSB (* 3. Juni 1910 in Bergheim im Flachgau; † 23. Mai 1983 in Salzburg) war ein österreichischer Benediktinermönch, Priester und Förderer der Liturgischen Bewegung. Er gehörte zur Erzabtei St. Peter in Salzburg. Er ist nicht zu verwechseln mit Abt Anselm II. Schwab (1713–1778) von der Zisterzienserabtei Salem.

## Kindheit und Studium
Sein Vater war Maurermeister in Bergheim. Nach dem Besuch der dortigen Volksschule kam er 1922 in das Knabenkonvikt von St. Peter und maturierte am Salzburger Borromäum im Jahr 1930. Wenige Monate danach trat er ins Noviziat der Benediktinererzabtei ein und legte Profess am 29. August 1931 und 2. September 1934 ab. Nach absolviertem Theologiestudium an der Salzburger Fakultät wurde er am 12. Juli 1936 im Salzburger Dom zum Priester geweiht, die Primiz fand in Bergheim statt.
Von September 1936 bis Mai 1939 studierte Schwab Latein und Griechisch in Innsbruck, danach wurde das Studium durch Eingriffe des Dritten Reiches unmöglich. P. Anselm wirkte bis 1946 als Aushilfspriester in Abtenau, Kooperator in Wieting und in seinem Salzburger Kloster. Im Februar 1946 konnte er das Studium an der Universität Innsbruck fortsetzen und wurde dort am 21. Mai 1949 promoviert.

## Ämter
Schon im Sommer 1948, ein Jahr vor seiner Promotion, war er zum Superior von Maria Plain ernannt worden und übte das Amt bis zu seinem Tod aus.
Von 1952 bis 1972 war er, als Nachfolger des P. Adalbero Raffelsberger, Leiter des Österreichischen Liturgischen Institutes und Herausgeber der Zeitschrift Heiliger Dienst.
Er verfasste seit 1940 alle lateinischen Todesanzeigen für die Verstorbenen aus dem Konvent von St. Peter.

## Catholica Unio
Im Juli 1953 wurde Schwab neben seinen Aufgaben als Leiter des Liturgischen Instituts und Wallfahrtsseelsorger in Maria Plain Generalsekretär der Catholica Unio (Päpstliches Werk der Kongregation für die Ostkirchen). Das Sekretariat wurde in Maria Plain eingerichtet. Bis 1960 war er federführend für die Unio tätig.

## Werke
- Studien zur Kosmologie der Naassener (Innsbruck: ungedruckte Dissertation, 1949).
- Die Überwindung der Daseinsangst durch die christliche Heilsordnung in Spätantike und Gegenwart. In: Heiliger Dienst 5 (1951), S. 15–19, 108–113.
- Das Taufbecken. In: Der Dom zu Salzburg. Symbol und Wirklichkeit. Hg. zur Vollendung des Wiederaufbaues 1959 (Salzburg: Österreichisches Borromäuswerk 1959), S. 34–36.
- Artikelfolge im Rupertiboten über die neue Osterliturgie. Das Periodikum war der Vorgänger der heutigen Diözesanzeitung Rupertusblatt.
- Zur 10. Wiederkehr des Todestages von P. Adalbero Raffelsberger O.S.B. In: Heiliger Dienst 3 (1962), S. 69–72.
- Votiva Planidis Gaudia. In: Maria Plain 1674–1974. Festschrift (= SMGB Bd. 84, Heft I – II), S. 240–248.